# Philonerax amblayoensis
Philonerax amblayoensis är en tvåvingeart som beskrevs av Hengst och Artigas 2003. Philonerax amblayoensis ingår i släktet Philonerax och familjen rovflugor. Inga underarter finns listade i Catalogue of Life.